# Gendai-geki
El término gendai-geki (現代劇, lit. "teatro contemporáneo", también llamado o escrito gendaigeki, gendai geki o gendai-mono) se refiere en japonés a una película cuya trama tiene lugar en el mundo contemporáneo (a diferencia de jidai-geki, la película en trajes de época, en especial del período Edo).
Aunque este género representó una gran parte de la producción cinematográfica japonesa, especialmente a partir de la década de 1950, se descubrió tardíamente en Occidente.
Yasuzo Masumura, Yasujirō Ozu y Kon Ichikawa son famosos directores gendai-geki (pero también hicieron jidai-geki).
- Datos: Q2916932